# ピエヌ
ピエヌ（PN）は、化粧品メーカー資生堂が製造、販売したメーキャップブランド。ブランド名の由来はフランス語のPIEDS NUS（素足）。
1997年2月から2005年8月まで資生堂の主力ブランドであった。ターゲットは10代後半から20代の女性。

## 概要
- 1997年2月21日、誕生。資生堂の当時の看板ブランド・レシェンテをリニューアル。
  - キャッチコピーは「メイク魂に火をつけろ。」、テーマソングにB'zの「FIREBALL」を採用し、尖った路線でデビューした。（ブラックの口紅も発売されたほど。）
パッケージデザインは銀色。
- 1998年　デビュー当時のハードなイメージを修正、より愛されるブランドへ。
- 2000年　リニューアル。パッケージデザインは白を基調に、より明るいものへ。
  - 7月、落ちない口紅「リップパーフェクト」を発売。過去最高売り上げを記録。
  - 台湾・香港に進出。CMにL'Arc〜en〜Ciel

の「NEO UNIVERSE」を採用し、タレントは一色紗英を採用して爽やかで「大人可愛い」をコンセプトにした。
- 2001年　ファッション界でゴールドが大流行し、パッケージデザインを金色へ変更。
  - 2000年下半期から売り上げが低迷していたためのリニューアル。新しくイメージモデルに伊東美咲を起用したのが当たり、以後ブランドの終了までイメージモデルを勤め、後継ブランドのイメージモデルにも起用された。
- 2002年　化粧品としては初のコラボレーションCMを実施。
  - キャッチコピーとテーマソングのタイトルを「Bloomin!」で統一。資生堂ピエヌとTommy february6のシングル「Bloomin'!」（デフスターレコーズ）をコラボレートした。テレビでは2本のCMが連続放映され、「Bloomin'!」の歌詞に資生堂のコピーライターが参加、Tommy february6のメイクはピエヌが使用された。
- 2005年8月、後継ブランド・MAQuillAGEが誕生（メガブランド構想によりベースメーキャップのブランド「プラウディア」と共に統合されて消滅した。）。

## 歴代プロモーション
1997年春　メイク魂に火をつけろ。
イメージモデル：緒川たまき、ケリー・チャン、ミシェール・リー
テーマソング：B'z「FIREBALL」
1997年秋　辛目×甘口 駆け引きメイク
イメージモデル：中谷美紀、ケリー・チャン、ミシェール・リー
テーマソング：矢沢永吉「Still」
1997年冬　したたる、とろける、絡み合う。
イメージモデル：中谷美紀、ケリー・チャン、ミシェール・リー
テーマソング：TOSHI＆葉加瀬太郎「Natural High」
1998年春　春ピエヌ誕生。
イメージモデル：中谷美紀、ケリー・チャン、ミシェール・リー
テーマソング：NOKKO「春雪うさぎ」
1998年秋　BASIC NOW!ベーシックで攻めるわよ。
イメージモデル：観月ありさ
テーマソング：クリスタル・ケイ「Shadows of Desire」
1999年春　その唇、ずるい。
イメージモデル：観月ありさ
1999年秋　大キラリ
イメージモデル：観月ありさ
2000年春　メイクはミーをハッピー
イメージモデル：一色紗英
テーマソング：L'Arc〜en〜Ciel「NEO UNIVERSE」
2000年秋　溶け込む彩り、変化する光沢、ミスティジェムストーンカラー
イメージモデル：梅宮アンナ
テーマソング：L'Arc〜en〜Ciel「STAY AWAY」
2001年春　BE GLAMOUROUS!
イメージモデル：梅宮アンナ、ジェイミー・オン]
テーマソング：氷室京介「Girls Be Glamorous」
2001年夏　メタル系ピエヌ誕生
イメージモデル：梅宮アンナ
2001年秋　チラリズムでキラリ
イメージモデル：伊東美咲
テーマソング：矢井田瞳「Look Back Again」
2001年冬　濡れる。
イメージモデル：伊東美咲
テーマソング：アルチュール・アッシュ「マイ・ズーズー」
2002年春　Bloomin'!
イメージモデル：伊東美咲
テーマソング：Tommy february6「Bloomin'!」
2002年秋　女力の目。
イメージモデル：伊東美咲（共演：玉木宏）
テーマソング：菅野よう子 & Chara「MAGICSWEETS」
2002年冬　ヒカル。
イメージモデル：伊東美咲
2003年春　ボインな口づけ。
イメージモデル：伊東美咲（共演：玉木宏）
テーマソング：YOKO KANNO vs.Roman Police Department feat.KEN（錦織健）「Per l'eternita」
2003年秋　流し目プレイ☆
イメージモデル：伊東美咲
テーマソング：小林桂「流し目プレイ☆」
2003年冬　氷姫＊
イメージモデル：伊東美咲（共演：玉木宏）
2004年春　スマイルあそばせ？
イメージモデル：伊東美咲
テーマソング：中塚武「Cherie!」（ボーカル：ヴァネッサ）
2004年夏　ピエヌ ネールサロンへようこそ
イメージモデル：伊東美咲
2004年秋　目もとに、美人アーチの発見
イメージモデル：伊東美咲
テーマソング：ケイト・ブロウ「Beauty in A Beast(All In One Piece)」
2004年冬　JEWEL ON VEIL　肌で光る宝石の粉
イメージモデル：伊東美咲
テーマソング：中塚武「I'm the one」
2005年春　春・イロ・イロ ピエヌ
イメージモデル：伊東美咲（共演：鈴木えみ、りょう）
テーマソング：エリック・ゼイ、中塚武「Magic Colors」
2005年夏　夏ネール、はじめました。
イメージモデル：伊東美咲

## 主なラインナップ
※項目ごとに発売日順
ファンデーション
ベージングオリジネート(ファンデーション) 〔5色〕
ティアデュウ 〔5色〕
ポインティリズム  〔3色〕
バージョンアップ ベース〔1色〕
おしろい
ベージングオリジネート(パウダー)  〔3色〕
チェラブヴェール  〔5色〕
マージナルアート  〔1種〕
ブロッサミングフェース  〔2種〕
フェースカラー セレクト(スポットブライト)  〔1種〕
ジュエルオンヴェール  〔2種〕
ほお紅
デザインコンチェル(フォーフェース)  〔4種〕
ピュアウォータリーカラーズ  〔6色〕
ブロッサミングフェース(フォーチークス)  〔2種〕
チークカラーセレクト  〔5色〕
アイシャドー
フューチャリズムアイズ  〔7色〕
ドラスティックディープアイズ  〔5種〕
ロマンアートシャドー  〔7色〕
フューチャリズムアイズ(アクアニュアンス) 〔2色〕
シグナライズアイズ  〔5色〕
プラチナヴェールアイズ  〔5種〕
イリデッセントパウダーアイズ  〔7色〕
プラチナヴェールアイズ(ニュアンスシェード)  〔3種〕
ゴールデンミストアイズ 〔5色〕
フレッシュカラーアイズ  〔6種〕
グラデーショナル アイズ  〔5種〕
アイカラー セレクト 〔35色〕
アイカラースペシャルセレクト  〔1種〕
スパークリングアイズ 〔9色〕
グラデーショナル アイズ(ヴェールカラー)  〔4種〕
アイブロー
デュエルブロークリエーター(ペンシル)(パウダー)〔各4色〕
アイブローパーフェクト〔3色〕
ライトブローマスカラ〔3色〕
Wブロー メーキャップ〔3種〕
アイブロー セレクト〔4色〕
アイライナー
グラマラスライナー(フォーアイズ)〔7色〕
アイラインパーフェクト〔5種〕
フォルミングパール(フォーアイズ)〔3色〕
アーティスティックアイライナー〔5色〕
マスカラ
モアグラマラスマスカラ 〔5種〕
クリスタルティア〔1色〕
キャッチアップマスカラ  〔2色〕
マスカラパーフェクト〔5種〕
グラマラスグロスマスカラ 〔1色〕
ディープラッシュマスカラ 〔3色〕
フルラッシュマスカラ〔3色〕
プリズマライズ マスカラ〔1色〕
ポイントラッシュマスカラ〔2色〕
口紅
ルージュスタイリッシュ
ルージュピクチャレスク〔5種〕
ロマンアートルージュ〔10色〕
ルージュサプリニック〔18色〕
リップフォルミング〔5色〕
ルージュエナジーワーク〔20色〕
リップパーフェクト〔13色〕
プラチナスタールージュ〔2種〕
リップパーフェクト21〔13色〕
ゴールデンリップフレッシュ〔7色〕
ゴールデンリップパーフェクト〔5色〕
グラマラスグロスルージュ〔5色〕
フレッシュカラーリップス〔15色〕
フレッシュカラーリップス(クリアアップ)〔1色〕
ルージュ アクアフィックス〔27色〕
スパークリング ルージュ〔15色〕
リップネオ〔12色〕
ルージュ カラーフィックス〔12色〕
グロス
トゥーマッチグロス〔5色〕
ルージュアマリスト
ルミナスヴェールフォーリップス〔3色〕
プリズマライズ グロス〔10種〕
リップライナー
グラマラスライナー(フォーリップス)〔8色〕
グラマラスライナー(フォーリップス)N〔5色〕
フォルミングパール(フォー リップス)〔2色〕
ネールエナメル
ネールズ・ネールズ
デュードロップネールズ〔14色〕
ネールカラーパーフェクト
アクアスピーディーネール〔5色〕
フレッシュカラーネールズ〔13色〕
ネールカラー セレクト〔39色〕　
ネールエナメルその他
ベースコート
トップコート
ネールエステリスト
ダイヤモンドネールシェイパー(ラウンドタイプ)
ダイヤモンドネールシェイパー(ストレートタイプ)
その他
リアリーパール(イリデセントジェル)〔2色〕
リアリーパール(オーシャンデュウ)〔3色〕
ミリオンカラットヘアマスカラ〔6色〕
ジュエルボックス〔2種〕